# TVU山形
株式會社TVU山形（日语：／ Terebi Yū Yamagata Hōsō */?），通稱TVU山形，簡稱TUY，是日本的一家以山形縣為播出地區的電視台。數位電視呼號為JOWI-DTV，總部位于酒田市，但放送中心位於山形市，是TBS電視台電視聯播網（JNN）成員。

## 外部連結
- INTERNET TUY （页面存档备份，存于） - 官方網站
- TUY TVU山形的X（前Twitter）
- TVU山形的Facebook專頁
- YouTube上的tuy6ch頻道
- TV-U Yamagata （页面存档备份，存于） - TMDb